# Mondly
Mondly — компанія, яка спеціалізується на освітніх технологіях (EdTech) і розробляє однойменну платформу для вивчення мов, що працює за моделлю «фриміум». До складу платформи входить вебсайт і додатки з безкоштовними та платними курсами, які дають змогу вивчати 33 мови. Крім того, компанія пропонує уроки у віртуальній і доповненій реальності. У квітні 2022 року компанію Mondly придбала лондонська видавнича компанія Pearson plc.

## Історія
Компанія Mondly базується в місті Брашов (Румунія). Її заснували наприкінці 2013 року Александру Ільєску (Alexandru Iliescu) і Тюдор Ільєску (Tudor Iliescu), випускники Трансильванського університету Брашова.
Перший додаток компанія випустила в травні 2014 року для iTunes, а в червні 2015-го — для Google Play. Через рік, у серпні 2016 року, був випущений чатбот із розпізнаванням мови — і на iTunes, і Google Play.
У лютому 2017 року Mondly випустила MardlyVR — перший додаток віртуальної реальності з розпізнаванням мови. До вересня цей додаток уже був доступний в Oculus Store і в Google Play.
У травні 2017 року компанія випустила MondlyKids — додаток для iOS і Android, призначену для дітей віком від 5 до 12 років. Невдовзі, у березні 2018 року, був випущений MardlyAR — перший лінгвістичний додаток із розпізнаванням мови й підтримкою доповненої реальності.
На початку 2020 року Mondly зробила версію свого основного додатка для Huawei AppGallery.
У жовтні 2020 року Mondly оголосила про співробітництво з Oxford University Press із метою розробки низки кастомізованих тестів для перевірки лексикону й граматики англійської мови.
У серпні 2021 року, на хвилі зростання інтересу до освіти за допомогою віртуальної реальності, компанія Mondly випустила версію MondlyVR для магазину Oculus Quest.
У III кварталі 2021 року Mondly стала другим за кількістю завантажень додатком для вивчення мов в усьому світі.
21 березня 2022 року компанія Mondly зробила преміум-контент розроблених нею курсів безкоштовним для українців, які постраждали внаслідок російського вторгнення в Україну. Для безкоштовного використання преміум-функцій необхідно встановити українську як рідну мову в налаштування мобільного додатка.

## Мовні курси
У 2017 році Mondly відкрила доступ до курсів вивчення 33 мовами, використовуючи локалізований матеріал 33 мовами. Доступні рівні мов — початковий (beginner), середній (intermediate) і розширений (advanced).
У 2020 році в додатку з'явилися курси 8 новими мовами: бенгальською, каталанською, латинською, латиською, литовською, словацькою, тагальською й урду. З цим оновленням портфоліо додатка зросло з 33 до 41 мов.

## Продукти
- Mondly Languages — лінгвістичний додаток, який допомагає користувачам вивчити будь-яку із запропонованих 33 мов із використанням чат-бота й технологій розпізнавання мови[30][15].
- Mondly Kids — додаток для вивчення мов, призначений для малюків і дітей[31][32].
- MondlyVR — додаток для вивчення мов у віртуальній реальності, доступний у Steam і Oculus Store і сумісна з гарнітурами Oculus Rift та Oculus Quest[33][34].

Аватаром MondlyVR є «вчитель», який приносить у кімнату віртуальні об'єкти — планети, тварин, музичні інструменти тощо, — використовуючи їх як засоби для навчання, і, заохочуючи користувача до розмов, миттєво реагує на вимову за допомогою чат-бота.

## Визнання й нагороди
У січні 2016 року Apple визнала Mondly «найкращим новим додатком» (Best New App), а за рік він отримав нагороду «Додаток року» (App of the Year) на ринку країн Європи, Близького Сходу та Африки, запропоновану FbStart від Facebook.
У грудні 2017 року Mondly Languages і MondlyKids були додані в категорію «Вибір редакції» у Google Play.
У 2018 році компанія Mondly отримала статус «Чудовий постачальник» (Cool Vendor) у категорії «Мобільні додатки й боти для споживачів» (Consumer Mobile Applications and Bots) від Gartner, а також увійшла до списку «50 зірок, що швидко сходять» (Fast 50 Rising Stars) від Deloitte. На фестивалі Central European Startup Award Александру Ілієску, генеральний директор і співзасновник Mondly, було визнано засновником року.
У лютому 2019 року засновники Mondly отримали приз «Перспективний підприємець року» в категорії «Технології й інновації» (Emerging Entrepreneur of the Year: Technology & Innovation) від Ernst & Young. У липні Німецький інститут якості обслуговування (Deutsches Institut für Service-Qualität) назвав Mondly «Найкращим онлайн-порталом для вивчення мов» (Best Online Language Learning Portal) у Німеччині.
У листопаді 2021 року Mondly отримав головну премію WITSA Global ICT Excellence Awards.